# Insulin phổ thông
Insulin phổ thông, hay còn được gọi là insulin trung tính và insulin hòa tan là một loại insulin tác dụng ngắn. Thuốc này được sử dụng để điều trị đái tháo đường type 1, đái tháo đường type 2, tiểu đường thai kỳ, và các biến chứng của bệnh tiểu đường như tiểu đường nhiễm keto-axit và tăng đường huyết tăng áp lực thẩm thấu máu. Chúng cũng được sử dụng cùng với glucose để điều trị nồng độ kali trong máu cao. Thông thường dùng bằng cách tiêm dưới da, nhưng cũng có thể được sử dụng bằng cách tiêm vào tĩnh mạch hoặc cơ bắp. Hiệu ứng thường xuất hiện trong vòng 30 phút và hiệu lực kéo dài trong 8 giờ.
Tác dụng phụ thường gặp là đường huyết thấp. Các tác dụng phụ khác có thể bao gồm đau hoặc thay đổi da tại chỗ tiêm, kali máu thấp và phản ứng dị ứng. Sử dụng trong khi mang thai là tương đối an toàn cho em bé. Insulin phổ thông có thể được làm từ tuyến tụy của lợn hoặc bò. Các insulin giống ở người có thể được thực hiện bằng cách thay đổi các phiên bản từ lợn hoặc dùng công nghệ tái tổ hợp.
Insulin được Charles Best và Frederick Banting sử dụng lần đầu tiên ở Canada vào năm 1922. Nó nằm trong danh sách các thuốc thiết yếu của Tổ chức Y tế Thế giới, tức là nhóm các loại thuốc hiệu quả và an toàn nhất cần thiết trong một hệ thống y tế. Chi phí bán buôn ở các nước đang phát triển là khoảng 2,39 đến 10,61 USD/1.000 iu insulin thông thường. Tại Vương quốc Anh, 1.000 iu cần trả cho NHS 7.48 USD, trong khi ở Hoa Kỳ số tiền này là khoảng 134.00 USD. Cũng tồn tại một số phiên bản insulin tác dụng lâu hơn, chẳng hạn như insulin NPH.